# Evdokia Kadi
Evdokia Kadi, född 1981 i Nicosia, är en cypriotisk sångerska som i januari 2008 valdes att representera Cypern i Eurovision Song Contest i Belgrad, Serbien, med bidraget Femme Fatale. Hon deltog i den andra semifinalen den 22 maj 2008, men gick inte vidare. Eurovisionens första sång framförd på grekiska som inte kommit till finalen.